# Bolitoglossa tica
Bolitoglossa tica é uma espécie de anfíbio caudado da família Plethodontidae. Está presente na Costa Rica. A UICN classificou-a como em perigo de extinção.